# Małoszyce (województwo śląskie)
Małoszyce – wieś w Polsce położona w województwie śląskim, w powiecie zawierciańskim, w gminie Żarnowiec, nad Pilicą.

## Nazwa
Nazwę miejscowości w zlatynizowanej staropolskiej formie Malischicze oraz Maloszicze wymienia w latach (1470–1480) Jan Długosz w księdze Liber beneficiorum dioecesis Cracoviensis.

## Części wsi
| SIMC    | Nazwa              | Rodzaj    |
| ------- | ------------------ | --------- |
| 0225940 | Borek              | część wsi |
| 0225957 | Łopaty             | część wsi |
| 0225963 | Majorat            | część wsi |
| 0225970 | Małoszyce Środkowe | część wsi |
| 0225986 | Pod Lasem          | część wsi |
| 0225992 | Pod Rzeką          | część wsi |
| 0226000 | Przedmieście       | część wsi |
| 0226017 | Zawodzie           | część wsi |

## Historia
Historia miejscowości sięga czasów średniowiecznych. W latach (1470–1480) Jan Długosz w księdze Liber beneficiorum dioecesis Cracoviensis jako właścicieli miejscowości podaje ród Szczekowskich herbu Odrowąż.
Jan Długosz wspominał również o młynie w Małoszycach, który od początku XVIII w. był własnością szlacheckiego rodu Wierzchowskich herbu Pobóg, przybyłych tu z Lubelszczyzny. Pobierali oni także mostowe za przejazd przez most na rzece Pilicy. Młyn spłonął w 1918 roku. Na przełomie XVII/XVIII wieku wieś pisana była jako – Mały Sicze, a następnie Małyszyce. Tuż przy moście na rzece Pilicy był średniowieczny ziemny gródek, a w późniejszych wiekach w jego miejscu dwór Wierzchowskich, wokół którego na kilka kilometrów rozciągały się bagna. Obecnie teren zmeliorowany, a resztki gródka porasta las. We wsi znajdują się m.in. dwie kapliczki przydrożne i podmurowany krzyż – wszystkie z XIX wieku, ufundowane przez Wierzchowskich.
W czasach I Rzeczypospolitej wieś Małoszyce należała do województwa krakowskiego, a następnie do zaboru rosyjskiego.
W latach 1975–1998 miejscowość administracyjnie należała do województwa katowickiego.